# Mistrzostwa Afryki w Piłce Siatkowej Mężczyzn 2019
Mistrzostwa Afryki w Piłce Siatkowej Mężczyzn 2019 (oficjalnie 2019 Men's African Nations Volleyball Championship) – 22. edycja siatkarskich mistrzostw Afryki zorganizowana przez Afrykańską Konfederację Piłki Siatkowej (CAVB) w dniach 21-28 lipca 2019 roku w Tunezji. Wzięło w niej udział 10 reprezentacji. Wszystkie mecze rozgrywane były w Pałacu Sportu El Menzah w Tunisie.
Dziesiąty raz mistrzostwo Afryki zdobyła reprezentacja Tunezji, która w finale pokonała reprezentację Kamerunu. MVP turnieju wybrany został Tunezyjczyk Hamza Nagga.

## Obiekt sportowy
Wszystkie mecze rozgrywane były w Pałacu Sportu El Menzah w Tunisie.
| Tunis, Tunezja         |
| ---------------------- |
| Pałac Sportu El Menzah |
| Pojemność: 6 000       |
|                        |

## Drużyny uczestniczące
W Mistrzostwach Afryki 2019 udział wzięło 10 reprezentacji.
| Reprezentacja                 | Ranking FIVB (01.10.2018) | Występy | Poprzedni występ | Najlepszy wynik                                                   |
| ----------------------------- | ------------------------- | ------- | ---------------- | ----------------------------------------------------------------- |
| Algieria                      | 39. miejsce               | 16      | 2017             | 1. miejsce (1991, 1993)                                           |
| Botswana                      | 93. miejsce               | 9       | 2017             | 7. miejsce (2007, 2015)                                           |
| Burundi                       | 131. miejsce              | 1       | debiutant        | —                                                                 |
| Czad                          | 93. miejsce               | 2       | 2017             | 12. miejsce (2017)                                                |
| Demokratyczna Republika Konga | 93. miejsce               | 5       | 2017             | 6. miejsce (1993, 2003)                                           |
| Egipt                         | 13. miejsce               | 19      | 2017             | 1. miejsce (1976, 1983, 2005, 2007, 2009, 2011, 2013, 2015)       |
| Kamerun                       | 23. miejsce               | 18      | 2017             | 1. miejsce (1989, 2001)                                           |
| Kongo                         | 108. miejsce              | 3       | 2011             | 5. miejsce (2011, 2011)                                           |
| Maroko                        | 48. miejsce               | 12      | 2017             | 3. miejsce (1976, 2013, 2015)                                     |
| Tunezja                       | 22. miejsce               | 20      | 2017             | 1. miejsce (1967, 1971, 1979, 1987, 1995, 1997, 1999, 2003, 2017) |

## System rozgrywek
W Mistrzostwach Afryki 2019 uczestniczyło 10 drużyn. Rozlosowane zostały do dwóch grup (A i B). W każdej grupie znalazło się po 5 zespołów. Rozegrały one między sobą po jednym spotkaniu. Dwie najlepsze drużyny z każdej z grup uzyskały awans do półfinałów, zespoły z miejsc 3-4 w poszczególnych grupach rozgrywały mecze o miejsca 5-8, natomiast reprezentacje, które zakończyły rywalizację w fazie grupowej na ostatnich miejscach w swoich grupach rozegrały mecz o 9. miejsce.
Pary półfinałowe powstały na podstawie następującego klucza:
A1–B2,
A2–B1.
Pary półfinałowe meczów o miejsca 5-8 natomiast według następującego klucza:
A3–B4,
A4–B3.
Zwycięzcy półfinałów zagrali w meczu o mistrzostwo, natomiast przegrani - w meczu o 3. miejsce.
Zwycięzcy półfinałów meczów o miejsca 5-8 rozegrali spotkanie o 5. miejsce, natomiast przegrani - mecz o 7. miejsce.

## Losowanie grup
Losowanie grup Mistrzostw Afryki 2019 odbyło się 20 lipca 2019 roku w Tunisie. Gospodarz i obrońca tytułu – Tunezja – wraz z Algierią, Botswaną, Czadem oraz Demokratyczną Republiką Konga trafiły do grupy A, natomiast wicemistrz Afryki z 2017 roku – Egipt – a także Burundi, Kamerun, Kongo oraz Maroko znalazły się w grupie B.
| Grupa A                       | Grupa B |
| ----------------------------- | ------- |
| Tunezja                       | Egipt   |
| Algieria                      | Kamerun |
| Czad                          | Burundi |
| Demokratyczna Republika Konga | Maroko  |
| Botswana                      | Kongo   |

## Faza grupowa
Wszystkie godziny według strefy czasowej UTC+01:00.

### Grupa A
Tabela
| Lp. | Drużyna                       | Mecze | Mecze   | Mecze   | Pkt | Sety | Sety | Sety  | Małe punkty | Małe punkty | Małe punkty |
| Lp. | Drużyna                       | M     | W (3:2) | P (2:3) | Pkt | wyg. | prz. | ratio | zdob.       | str.        | ratio       |
| --- | ----------------------------- | ----- | ------- | ------- | --- | ---- | ---- | ----- | ----------- | ----------- | ----------- |
| 1   | Tunezja                       | 4     | 4 (0)   | 0 (0)   | 12  | 12   | 0    | MAX   | 301         | 185         | 1.627       |
| 2   | Algieria                      | 4     | 3 (0)   | 1 (0)   | 9   | 9    | 3    | 3.000 | 284         | 214         | 1.327       |
| 3   | Demokratyczna Republika Konga | 4     | 2 (0)   | 2 (0)   | 6   | 6    | 7    | 0.857 | 270         | 285         | 0.947       |
| 4   | Czad                          | 4     | 1 (1)   | 3 (0)   | 2   | 4    | 11   | 0.364 | 278         | 342         | 0.813       |
| 5   | Botswana                      | 4     | 0 (0)   | 4 (1)   | 1   | 2    | 12   | 0.167 | 227         | 334         | 0.680       |

Źródło: cavb.org
Punktacja: 3:0 i 3:1 – 3 pkt; 3:2 – 2 pkt; 2:3 – 1 pkt; 1:3 i 0:3 – 0 pkt
Zasady ustalania kolejności: 1. większa liczba wygranych meczów; 2. większa liczba zdobytych punktów; 3. wyższy stosunek setów; 4. wyższy stosunek małych punktów; 5. lepszy bilans w bezpośrednich meczach
     Awans do półfinałów
     Mecze o miejsca 5-8
     Mecz o 9. miejsce
Wyniki spotkań
| Data       | Godz. | Drużyna 1                     | Wynik | Drużyna 2                     | 1     | 2     | 3     | 4     | 5    | Razem  | Czas | Widzów | *      |
| ---------- | ----- | ----------------------------- | ----- | ----------------------------- | ----- | ----- | ----- | ----- | ---- | ------ | ---- | ------ | ------ |
| 21.07.2019 | 13:00 | Demokratyczna Republika Konga | 3:0   | Botswana                      | 25:11 | 25:18 | 25:14 |       |      | 75:43  | 1:20 | 100    |        |
| 21.07.2019 | 20:00 | Tunezja                       | 3:0   | Czad                          | 25:15 | 25:11 | 25:11 |       |      | 75:37  | 1:13 | 500    |        |
|            |       |                               |       |                               |       |       |       |       |      |        |      |        |        |
| 22.07.2019 | 17:30 | Algieria                      | 3:0   | Demokratyczna Republika Konga | 25:16 | 25:19 | 25:19 |       |      | 75:54  | 1:16 | 150    | raport |
| 22.07.2019 | 20:00 | Botswana                      | 0:3   | Tunezja                       | 14:25 | 24:26 | 6:25  |       |      | 44:76  | 1:07 | 450    | raport |
|            |       |                               |       |                               |       |       |       |       |      |        |      |        |        |
| 23.07.2019 | 13:00 | Czad                          | 3:2   | Botswana                      | 22:25 | 25:20 | 21:25 | 25:18 | 15:8 | 108:96 | 2:14 | 100    | raport |
| 23.07.2019 | 20:15 | Tunezja                       | 3:0   | Algieria                      | 25:20 | 25:20 | 25:19 |       |      | 75:59  | 1:21 | 1500   | raport |
|            |       |                               |       |                               |       |       |       |       |      |        |      |        |        |
| 24.07.2019 | 15:00 | Algieria                      | 3:0   | Czad                          | 25:14 | 25:14 | 25:13 |       |      | 75:41  | 1:02 | 50     | raport |
| 24.07.2019 | 20:00 | Demokratyczna Republika Konga | 0:3   | Tunezja                       | 17:25 | 14:25 | 13:25 |       |      | 45:75  | 1:09 | 1500   | raport |
|            |       |                               |       |                               |       |       |       |       |      |        |      |        |        |
| 25.07.2019 | 15:00 | Czad                          | 1:3   | Demokratyczna Republika Konga | 21:25 | 25:19 | 21:25 | 25:27 |      | 92:96  | 1:42 |        | raport |
| 25.07.2019 | 18:10 | Botswana                      | 0:3   | Algieria                      | 20:25 | 13:25 | 11:25 |       |      | 44:75  | 1:07 |        | raport |

### Grupa B
Tabela
| Lp. | Drużyna | Mecze | Mecze   | Mecze   | Pkt | Sety | Sety | Sety  | Małe punkty | Małe punkty | Małe punkty |
| Lp. | Drużyna | M     | W (3:2) | P (2:3) | Pkt | wyg. | prz. | ratio | zdob.       | str.        | ratio       |
| --- | ------- | ----- | ------- | ------- | --- | ---- | ---- | ----- | ----------- | ----------- | ----------- |
| 1   | Kamerun | 4     | 4 (0)   | 0 (0)   | 12  | 12   | 0    | MAX   | 300         | 230         | 1.304       |
| 2   | Egipt   | 4     | 3 (0)   | 1 (0)   | 9   | 9    | 4    | 2.250 | 305         | 281         | 1.085       |
| 3   | Kongo   | 4     | 2 (0)   | 2 (0)   | 6   | 6    | 8    | 0.750 | 332         | 339         | 0.979       |
| 4   | Maroko  | 4     | 1 (0)   | 3 (0)   | 3   | 5    | 10   | 0.500 | 356         | 344         | 1.035       |
| 5   | Burundi | 4     | 0 (0)   | 4 (0)   | 0   | 2    | 12   | 0.167 | 246         | 345         | 0.713       |

Źródło: cavb.org
Punktacja: 3:0 i 3:1 – 3 pkt; 3:2 – 2 pkt; 2:3 – 1 pkt; 1:3 i 0:3 – 0 pkt
Zasady ustalania kolejności: 1. większa liczba wygranych meczów; 2. większa liczba zdobytych punktów; 3. wyższy stosunek setów; 4. wyższy stosunek małych punktów; 5. lepszy bilans w bezpośrednich meczach
     Awans do półfinałów
     Mecze o miejsca 5-8
     Mecz o 9. miejsce
Wyniki spotkań
| Data       | Godz. | Drużyna 1 | Wynik | Drużyna 2 | 1     | 2     | 3     | 4     | 5 | Razem  | Czas | Widzów | *      |
| ---------- | ----- | --------- | ----- | --------- | ----- | ----- | ----- | ----- | - | ------ | ---- | ------ | ------ |
| 21.07.2019 | 15:00 | Kamerun   | 3:0   | Kongo     | 25:21 | 25:23 | 25:20 |       |   | 75:64  | 1:20 | 100    |        |
| 21.07.2019 | 17:00 | Egipt     | 3:1   | Maroko    | 25:20 | 25:23 | 23:25 | 30:28 |   | 103:96 | 2:20 | 150    |        |
|            |       |           |       |           |       |       |       |       |   |        |      |        |        |
| 22.07.2019 | 13:00 | Maroko    | 1:3   | Kongo     | 25:23 | 25:27 | 20:25 | 28:30 |   | 98:105 | 2:04 | 100    | raport |
| 22.07.2019 | 15:45 | Egipt     | 3:0   | Burundi   | 25:16 | 25:13 | 25:13 |       |   | 75:42  | 1:10 | 100    | raport |
|            |       |           |       |           |       |       |       |       |   |        |      |        |        |
| 23.07.2019 | 16:00 | Burundi   | 1:3   | Maroko    | 27:25 | 11:25 | 11:25 | 12:25 |   | 61:100 | 1:38 | 100    | raport |
| 23.07.2019 | 18:20 | Kamerun   | 3:0   | Egipt     | 25:18 | 25:13 | 25:19 |       |   | 75:50  | 1:14 | 250    | raport |
|            |       |           |       |           |       |       |       |       |   |        |      |        |        |
| 24.07.2019 | 13:00 | Burundi   | 0:3   | Kamerun   | 13:25 | 21:25 | 20:25 |       |   | 54:75  | 1:10 | 50     | raport |
| 24.07.2019 | 17:00 | Egipt     | 3:0   | Kongo     | 25:21 | 27:25 | 25:22 |       |   | 77:68  | 1:21 | 100    | raport |
|            |       |           |       |           |       |       |       |       |   |        |      |        |        |
| 25.07.2019 | 13:00 | Kongo     | 3:1   | Burundi   | 20:25 | 25:22 | 25:20 | 25:22 |   | 95:89  | 1:55 |        | raport |
| 25.07.2019 | 20:00 | Kamerun   | 3:0   | Maroko    | 25:16 | 25:23 | 25:23 |       |   | 75:62  | 1:15 |        | raport |

## Faza pucharowa
Wszystkie godziny według strefy czasowej UTC+01:00.

### Mecze o miejsca 1-4

#### Drabinka
|  |           |           |           |                   |   |         |         |       |
|  | Półfinały | Półfinały | Półfinały |                   |   | Finał   | Finał   | Finał |
|  | Półfinały | Półfinały | Półfinały |                   |   | Finał   | Finał   | Finał |
|  | 26 lipca  |           |           |                   |   |         |         |       |
|  |           |           |           |                   |   |         |         |       |
|  | Tunezja   | Tunezja   | 3         |                   |   |         |         |       |
|  | Tunezja   | Tunezja   | 3         | 28 lipca          |   |         |         |       |
|  | Egipt     | Egipt     | 1         |                   |   |         |         |       |
|  | Egipt     | Egipt     | 1         |                   |   | Tunezja | Tunezja | 3     |
|  | 26 lipca  |           |           |                   |   | Tunezja | Tunezja | 3     |
|  |           |           | Kamerun   | Kamerun           | 2 |         |         |       |
|  | Algieria  | Algieria  | Kamerun   | Kamerun           | 2 | 0       |         |       |
|  | Algieria  | Algieria  |           |                   |   |         |         |       |
|  | Kamerun   | Kamerun   | 3         |                   |   |         |         |       |
|  | Kamerun   | Kamerun   | 3         | Mecz o 3. miejsce |   |         |         |       |
|  |           |           |           |                   |   |         |         |       |
|  | 28 lipca  |           |           |                   |   |         |         |       |
|  |           |           |           |                   |   |         |         |       |
|  | Egipt     | Egipt     | 1         |                   |   |         |         |       |
|  | Egipt     | Egipt     | 1         |                   |   |         |         |       |
|  | Algieria  | Algieria  | 3         |                   |   |         |         |       |
|  | Algieria  | Algieria  | 3         |                   |   |         |         |       |

#### Półfinały
| Data       | Godz. | Drużyna 1 | Wynik | Drużyna 2 | 1     | 2     | 3     | 4     | 5 | Razem | Czas | Widzów | *      |
| ---------- | ----- | --------- | ----- | --------- | ----- | ----- | ----- | ----- | - | ----- | ---- | ------ | ------ |
| 26.07.2019 | 19:20 | Tunezja   | 3:1   | Egipt     | 18:25 | 25:20 | 25:18 | 25:17 |   | 93:80 | 1:56 |        | raport |
| 26.07.2019 | 17:20 | Algieria  | 0:3   | Kamerun   | 22:25 | 22:25 | 21:25 |       |   | 65:75 | 1:25 |        | raport |

#### Mecz o 3. miejsce
| Data       | Godz. | Drużyna 1 | Wynik | Drużyna 2 | 1     | 2     | 3     | 4     | 5 | Razem | Czas | Widzów | *      |
| ---------- | ----- | --------- | ----- | --------- | ----- | ----- | ----- | ----- | - | ----- | ---- | ------ | ------ |
| 28.07.2019 | 17:30 | Egipt     | 1:3   | Algieria  | 25:23 | 22:25 | 16:25 | 20:25 |   | 83:98 | 1:52 | 1000   | raport |

#### Finał
| Data       | Godz. | Drużyna 1 | Wynik | Drużyna 2 | 1     | 2     | 3     | 4     | 5     | Razem   | Czas | Widzów | *      |
| ---------- | ----- | --------- | ----- | --------- | ----- | ----- | ----- | ----- | ----- | ------- | ---- | ------ | ------ |
| 28.07.2019 | 20:00 | Tunezja   | 3:2   | Kamerun   | 23:25 | 25:20 | 26:24 | 21:25 | 15:13 | 110:107 | 2:34 | 2000   | raport |

### Mecze o miejsca 5-8

#### Drabinka
|  |                               |                               |               |                   |   |                   |                   |                   |
|  | Półfinały 5-8                 | Półfinały 5-8                 | Półfinały 5-8 |                   |   | Mecz o 5. miejsce | Mecz o 5. miejsce | Mecz o 5. miejsce |
|  | Półfinały 5-8                 | Półfinały 5-8                 | Półfinały 5-8 |                   |   | Mecz o 5. miejsce | Mecz o 5. miejsce | Mecz o 5. miejsce |
|  | 26 lipca                      |                               |               |                   |   |                   |                   |                   |
|  |                               |                               |               |                   |   |                   |                   |                   |
|  | Demokratyczna Republika Konga | Demokratyczna Republika Konga | 1             |                   |   |                   |                   |                   |
|  | Demokratyczna Republika Konga | Demokratyczna Republika Konga | 1             | 28 lipca          |   |                   |                   |                   |
|  | Maroko                        | Maroko                        | 3             |                   |   |                   |                   |                   |
|  | Maroko                        | Maroko                        | 3             |                   |   | Maroko            | Maroko            | 3                 |
|  | 26 lipca                      |                               |               |                   |   | Maroko            | Maroko            | 3                 |
|  |                               |                               | Kongo         | Kongo             | 2 |                   |                   |                   |
|  | Czad                          | Czad                          | Kongo         | Kongo             | 2 | 0                 |                   |                   |
|  | Czad                          | Czad                          |               |                   |   |                   |                   |                   |
|  | Kongo                         | Kongo                         | 3             |                   |   |                   |                   |                   |
|  | Kongo                         | Kongo                         | 3             | Mecz o 3. miejsce |   |                   |                   |                   |
|  |                               |                               |               |                   |   |                   |                   |                   |
|  | 28 lipca                      |                               |               |                   |   |                   |                   |                   |
|  |                               |                               |               |                   |   |                   |                   |                   |
|  | Demokratyczna Republika Konga | Demokratyczna Republika Konga | 0             |                   |   |                   |                   |                   |
|  | Demokratyczna Republika Konga | Demokratyczna Republika Konga | 0             |                   |   |                   |                   |                   |
|  | Czad                          | Czad                          | 3             |                   |   |                   |                   |                   |
|  | Czad                          | Czad                          | 3             |                   |   |                   |                   |                   |

#### Półfinały
| Data       | Godz. | Drużyna 1                     | Wynik | Drużyna 2 | 1     | 2     | 3     | 4     | 5 | Razem | Czas | Widzów | *      |
| ---------- | ----- | ----------------------------- | ----- | --------- | ----- | ----- | ----- | ----- | - | ----- | ---- | ------ | ------ |
| 26.07.2019 | 15:00 | Demokratyczna Republika Konga | 1:3   | Maroko    | 25:21 | 22:25 | 18:25 | 22:25 |   | 87:96 | 1:49 |        | raport |
| 26.07.2019 | 13:00 | Czad                          | 0:3   | Kongo     | 22:25 | 24:26 | 19:25 |       |   | 65:76 | 1:27 |        | raport |

#### Mecz o 7. miejsce
| Data       | Godz. | Drużyna 1 | Wynik          | Drużyna 2                     | 1 | 2 | 3 | 4 | 5 | Razem | Czas | Widzów | * |
| ---------- | ----- | --------- | -------------- | ----------------------------- | - | - | - | - | - | ----- | ---- | ------ | - |
| 28.07.2019 | 13:00 | Czad      | 3:0 (walkower) | Demokratyczna Republika Konga | — | — | — |   |   | —     | —    | —      |   |

#### Mecz o 5. miejsce
| Data       | Godz. | Drużyna 1 | Wynik | Drużyna 2 | 1     | 2     | 3     | 4     | 5    | Razem   | Czas | Widzów | *      |
| ---------- | ----- | --------- | ----- | --------- | ----- | ----- | ----- | ----- | ---- | ------- | ---- | ------ | ------ |
| 28.07.2019 | 15:00 | Maroko    | 3:2   | Kongo     | 25:23 | 22:25 | 20:25 | 25:18 | 15:9 | 107:100 | 1:56 |        | raport |

### Mecz o 9. miejsce
| Data       | Godz. | Drużyna 1 | Wynik | Drużyna 2 | 1     | 2     | 3     | 4 | 5 | Razem | Czas | Widzów | *      |
| ---------- | ----- | --------- | ----- | --------- | ----- | ----- | ----- | - | - | ----- | ---- | ------ | ------ |
| 26.07.2019 | 10:00 | Botswana  | 0:3   | Burundi   | 16:25 | 18:25 | 18:25 |   |   | 52:75 | 1:06 |        | raport |

## Klasyfikacja końcowa
| Miejsce | Reprezentacja                 |
| ------- | ----------------------------- |
| 1.      | Tunezja                       |
| 2.      | Kamerun                       |
| 3.      | Algieria                      |
| 4.      | Egipt                         |
| 5.      | Maroko                        |
| 6.      | Kongo                         |
| 7.      | Czad                          |
| 8.      | Demokratyczna Republika Konga |
| 9.      | Burundi                       |
| 10.     | Botswana                      |

## Nagrody indywidualne
| Najlepszy zawodnik (MVP) | Najlepszy atakujący | Najlepszy przyjmujący | Najlepszy blokujący | Najlepszy rozgrywający | Najlepszy libero |
| ------------------------ | ------------------- | --------------------- | ------------------- | ---------------------- | ---------------- |
| Hamza Nagga              | Yvan Kody           | Ismaïl Moalla         | Salim Mbarki        | Ahmed Awal Mbutngam    | Ilyes Achour     |

Źródło: 